# 卢克莱修
提图斯·盧克萊修·卡鲁斯（拉丁語：Titus Lucretius Carus，前99年—前55年），罗马共和国末期的詩人和哲學家，以哲理長詩《物性論》（De Rerum Natura）著称于世，44歲時自殺身亡。

## 简介
关于卢克莱修的生平，历史学家所知甚少。唯一可以确定的是他是当时在罗马上层很有影响力的贵族诗人盖乌斯·梅米乌斯的朋友或门客，《物性论》一书就是献给梅米乌斯的。西塞罗在写给弟弟昆图斯的书信中简短地提到卢克莱修，但只是提到名字并赞赏其才华而已；有的学者据此认为，《物性论》最初就是由西塞罗出版的。维吉尔引用过卢克莱修的诗句，但这对确定卢克莱修的生平毫无帮助。4世纪时的两位教会作家埃利乌斯·多纳图斯和圣哲罗姆的著作中有关于卢克莱修的一些极简短的记述，通过它们可大致推断出卢克莱修的生卒年；当然，这两位教会作家的记述的可靠性也存疑。
从卢克莱修的唯一传世作品《物性论》来看，他是个伊壁鸠鲁学派的学者。与不少前蘇格拉底時期的哲学家一樣，他用诗歌的方式来阐述哲学思想。《物性論》一诗分为6卷，用抑扬六步格写成，其内容主要是闡明伊壁鳩魯的哲學，尤其是原子論學說。由于伊壁鳩魯本人著作的大量散失，卢克莱修的《物性論》对研究伊壁鸠鲁学派的思想具有重大意义。
从其著作来看，卢克莱修可归为唯物主义者。他反对当时盛行的毕达哥拉斯学派关于灵魂不灭和轮回转世的学说。卢克莱修亦反对神创论，认为物质的存在是永恒的，整个世界包括神都是由原子组成的。

## 资料来源
- 外国历史名人传，中国社会科学出版社，书号：11114·4